# Indigofera lamellata
Indigofera lamellata är en ärtväxtart som beskrevs av Mats Thulin. Indigofera lamellata ingår i släktet indigosläktet, och familjen ärtväxter. Inga underarter finns listade i Catalogue of Life.